# Talwärts
Talwärts, Eigenschreibweise Talwaerts, war ein wöchentlich in Wuppertal erscheinendes Lokalblatt ohne Werbung, welches einen investigativen Ansatz verfolgte.
Die erste Ausgabe erschien am 27. Juni 2014 und wurde zunächst in 15 Läden angeboten. Zeitweise hatten 200 Verkaufsstellen das Blatt im Angebot. Das ohne Werbeeinnahmen auskommende Projekt sei inzwischen profitabel, berichteten die Zeitungsmacher im September 2014. Die wöchentlich am Freitag erscheinenden Ausgaben umfassten jeweils 16 farbige Seiten im A4-Format.
Die Neugründung mit einer Auflage von 1700 Exemplaren (Stand September 2014) stand im Wettbewerb mit der Westdeutschen Zeitung, der meistgelesenen Tageszeitung in Wuppertal und der Wuppertaler Rundschau, einem in zwei Ausgaben je Woche erscheinenden Anzeigenblatt mit redaktionellem Teil.
Wegen Unwirtschaftlichkeit erschien am 28. August 2015 die vorerst letzte Ausgabe.